# World Stupidity Award
Der World Stupidity Award war eine Auszeichnung, die von 2003 bis 2007 in Montreal im Rahmen des Humorfestivals Just for Laughs verliehen wurde. In bis zu elf Kategorien konnten Festivalbesucher und Internetnutzer die ihrer Meinung nach dümmsten Vorfälle des Vorjahres wählen. Der Filmproduzent Albert Nerenberg gründete den Wettbewerb, der Komiker Lewis Black moderierte die entsprechende Show von 2005 bis 2007 und Komiker wie Jon Stewart waren an der Organisation (Academy Recognizing Stupidity Everywhere – ARSE) beteiligt. Der Preis, der auch als Oscars of Idiocy bezeichnet wurde, wird nicht mehr verliehen.
Zu den (nie anwesenden) Preisträgern gehörten Staaten, Organisationen, Unternehmen, Medien (wie Fox News) und vor allem Prominente. George W. Bush, Dick Cheney, John Kerry, Ann Coulter und Paris Hilton wurden für Handlungen oder Aussagen ausgezeichnet. Im Jahr 2006 ging eine Auszeichnung an einen US-Bezirksrichter, der sich mehrfach bei Verhandlungen unter dem Tisch mit einer Penispumpe selbstbefriedigt hatte.
Eine Kategorie betraf die dümmste Aussage (stupidest statement) des Jahres. Preisträger waren:
- 2004: George W. Bush – „Major combat operations have ended in Iraq“
- 2005: George W. Bush – „They never stop thinking of new ways to harm our country or our people, and neither do we“
- 2006: Harry Whittington, den Dick Cheney bei der Jagd angeschossen hatte – „My family and I are deeply sorry for all that Vice President Cheney and his family have had to go through this past week“
- 2007: Kate Upton bei einem Interview im Rahmen des Wettbewerbes 2007 Miss Teen USA Pageant